# The Wait
The Wait es una película dramática basada en la fe nigeriana dirigida por Yemi Morafa y Fiyin Gambo. Está protagonizada por Nse Ikpe Etim, Deyemi Okanlawon, Jimmy Odukoya, Ini Dinma-Okojie, Meg Otanwa, Chimezie Imo y Aisha Sanni-Shittu.

## Sinopsis
La película se basa en God's Waiting Room (la sala de espera de Dios), un libro basado en la fe escrito por el destacado abogado nigeriano Yewande Zaccheaus.

## Elenco
- Nse Ikpe Etim
- Ini Dima-Okojie
- Deyemi Okanlawon
- Jimmy Odukoya
- Chimezie Imo
- Joke Silva
- Kate Henshaw
- Meg Otanwa
- Uche Chika Elumelu
- Aisha Sanni-Shittu
- Juliana Olayode

## Lanzamiento
La película se estrenó en cines el 30 de abril de 2021 y recibió reseñas mixtas de los críticos.